# Naja mandalayensis
La cobra escupidora de Mandalay o cobra escupidora birmana (Naja mandalayensis) es una especie de reptil escamoso de la familia Elapidae.

## Hallazgo y distribución
La serpiente fue descrita por primera vez por los naturalistas Slowinski y Wüster en el año 2000 y es una especie endémica de la región de Mandalay, ubicada en el zona central de Birmania.

## Características
Se trata de una especie de serpiente venenosa y de comportamiento agresivo.